# Поич, Йован
Йо́ван По́ич (сербохорв. Јован Појић / Jovan Pojić; 1899 — ?) — югославский футболист, участник Олимпиады 1920 года.

## Карьера

### В сборной
Был в заявке главной национальной сборной Королевства СХС на Олимпиаде 1920 года, однако, на поле не выходил.